# 斯特凡·普凡默勒
斯特凡·普凡默勒（德語：Stefan Pfannmöller，1980年12月4日—），德国男子皮划艇运动员。他曾代表德国参加2000年和2004年夏季奥林匹克运动会皮划艇比赛，其中2004年奥运会获得一枚铜牌。